# Repelón (ort)
Repelón är en ort i Colombia.   Den ligger i departementet Atlántico, i den norra delen av landet, 700 km norr om huvudstaden Bogotá. Repelón ligger 17 meter över havet och antalet invånare är 18 685. Den ligger vid sjöarna  Ciénaga Limpia Ciénaga de Guájaro Ciénaga El Playón de Hacha Ciénaga de Cabildo och Embalse Guajaro.
Terrängen runt Repelón är platt åt sydost, men åt nordväst är den kuperad. Runt Repelón är det ganska tätbefolkat, med 70 invånare per kvadratkilometer. Repelón är det största samhället i trakten. 